# Puls (Sendung)

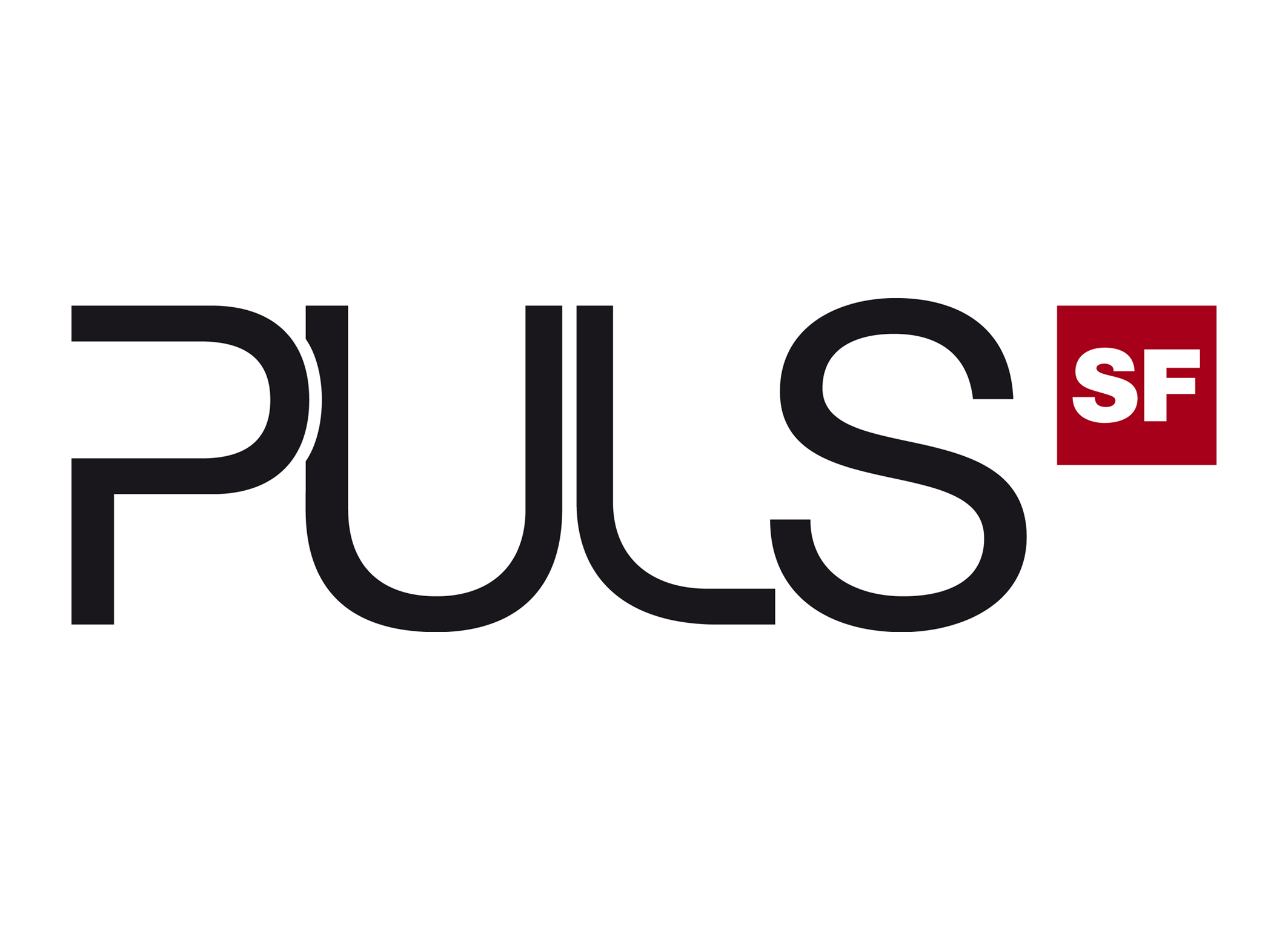
Ehemaliges Logo

«Puls» ist eine Fernsehsendung von Schweizer Radio und Fernsehen (SRF). Sie beschäftigt sich mit gesundheitsbezogenen Themen und wird jeweils montags auf SRF 1 ausgestrahlt.

## Inhalt der Sendung
In der Sendung werden verschiedene Beiträge aus dem medizinischen und dem Gesundheitsbereich gezeigt. Im Zentrum der Berichterstattung stehen Diagnose, Prävention und Therapie. Zentral geht es um die Frage: Was kann ich selbst tun, um meine Gesundheit und mein Wohlbefinden zu erhalten oder wiederherzustellen? Das Schwerpunktthema der Sendung wird multimedial vermittelt und von der Moderatorin mit einem Gast im Studio vertieft. Zudem stehen für das Publikum eine Telefon-Hotline und ein Live-Chat zur Verfügung, wo eine Expertenrunde Fragen zum Schwerpunktthema beantwortet. Im sogenannten «Pulsmix» werden Kurzbeiträge zu neusten Erkenntnisse aus Forschung und Medizin gezeigt. 
Von 2008 bis 2018 stand «Puls-Hausarzt» Thomas Kissling für Gespräche in der Sendung zur Verfügung.
«Puls» arbeitet mit der Familienzeitschrift Schweizer Familie zusammen. Redaktionelle Inhalte werden teilweise zusammen erarbeitet und die Schweizer Familie präsentiert eine Auswahl verschiedener Zuschauerfragen und ihre Antworten, die in der Sendung davor von Zuschauern per Telefon gestellt wurden.

## Sendeplatz
«Puls» wurde am 30. August 1990 zum ersten Mal auf SF 1 ausgestrahlt und wird jeden Montagabend um 21:05 Uhr gesendet. Die Sendung wird dienstags, donnerstags und sonntags auf SRF 1 und SRF info wiederholt und wird im Internet als Videostream und Podcast bereitgestellt.

## Moderation
Moderatorin und Redaktorin der Sendung ist seit November 2019 Daniela Lager. Sie löste Odette Frey ab, die ab August 2016 die Sendung moderierte. Zuvor moderierte Corinne Waldmeier von August 2011 bis Juni 2016, von 2005 bis 2011 stand Nicole Westenfelder vor der Kamera.